# E. A. Nelson Automobile Company
E. A. Nelson Automobile Company, vorher E. A. Nelson Motor Car Company, war ein US-amerikanischer Hersteller von Automobilen.

## Unternehmensgeschichte
Emil A. Nelson hatte sich bei Packard, Oldsmobile und Hupmobile einen guten Ruf erworben. 1917 machte er sich selbständig. Er gründete die E. A. Nelson Motor Car Company in Detroit in Michigan. Er begann mit der Produktion von Automobilen. Der Markenname lautete Nelson. Die Produktionskapazität belief sich auf zehn Fahrzeuge täglich. Die Nachkriegsdepression traf ihn hart. Eine geplante Zusammenarbeit 1919 mit dem Motorenhersteller Gray Company aus der gleichen Stadt klappte nicht. Im März 1920 folgte der erste Bankrott.
Im September 1920 führte eine Reorganisation zur E. A. Nelson Automobile Company. Ein Jahr später, im September 1921, kam das endgültige Aus mit dem zweiten Bankrott.
Insgesamt entstanden rund 1000 Fahrzeuge, von denen eines noch existiert.

## Fahrzeuge
Von 1917 bis 1919 gab es nur ein Modell. Es hatte einen selbst entwickelten Vierzylindermotor mit OHC-Ventilsteuerung und 29 PS Leistung. Das Fahrgestell hatte 264 cm Radstand. Zur Wahl standen Tourenwagen, Roadster und Limousine. Eine andere Quelle gibt 10 Zoll (25,4 cm) mehr Radstand an, also 289 cm.
1920 wurde daraus das Model D. Die Daten änderten sich nicht. Die Limousine entfiel.
1921 folgte das Model E. Die Motorleistung war nun mit 30 PS angegeben. Weitere Änderungen sind nicht überliefert.

## Modellübersicht
| Jahr      | Modell  | Zylinder | Leistung (PS) | Radstand (cm) | Aufbau                           |
| --------- | ------- | -------- | ------------- | ------------- | -------------------------------- |
| 1917–1919 | 29 HP   | 4        | 29            | 264           | Tourenwagen, Roadster, Limousine |
| 1920      | Model D | 4        | 29            | 264           | Tourenwagen, Roadster            |
| 1921      | Model E | 4        | 30            | 264           | Tourenwagen, Roadster            |

Quelle:

## Produktionszahlen
| Jahr  | Produktionszahl |
| ----- | --------------- |
| 1917  | 27              |
| 1918  | 213             |
| 1919  | 383             |
| 1920  | 221             |
| 1921  | 184             |
| Summe | 1028            |

Quelle: